# MAN EL 2x2
MAN EL 2x2 – seria średniopodłogowych autobusów miejskich produkcji MAN Nutzfahrzeuge, produkowanych równolegle z niskopodłogową wersją NL 202.

## Okoliczności powstania
Mimo trendu ku obniżaniu wysokości podłogi, w 1994 roku MAN dołączył do swojej oferty autobus średniopodłogowy EL 202. Bazował on na niskopodłogowej wersji – NL 202; posiadał jeden stopień w każdych drzwiach wejściowych. Wszystkie fotele zostały umieszczone na podestach. Autobus ten jest z zewnątrz dość trudny do odróżnienia od niskopodłogowego NL 202. Zgodnie z założeniem, model ten przeznaczony był na trasy podmiejskie cechujące się gorszą jakością nawierzchni, oraz na rynki wschodnioeuropejskie.

## Oznaczenia
Początkowo stosowano silniki o mocy 205 KM, stąd oznaczenie EL 202. W 1995 roku, wraz z wprowadzeniem silników spełniających normę Euro-2, oznaczenie zmieniono na EL 222 lub EL 262 – w zależności od mocy jednostki napędowej (por. tabela infobox obok).

## Zakończenie produkcji
Produkcję serii EL 2x2 zakończono w 2001 roku (na egzemplarzu EL 262), liczbą ok. 500 sztuk wyprodukowanych pojazdów całej serii.

## MAN EL 2x2 w Polsce
W Polsce używanymi EL 262 zainteresowały się głównie przedsiębiorstwa PKS i firmy prywatne obsługujące komunikację lokalną. W komunikacji miejskiej największa ich liczba jeździ na Górnym Śląsku, gdzie nierzadko traktowane są jako autobusy niskopodłogowe.

## Galeria

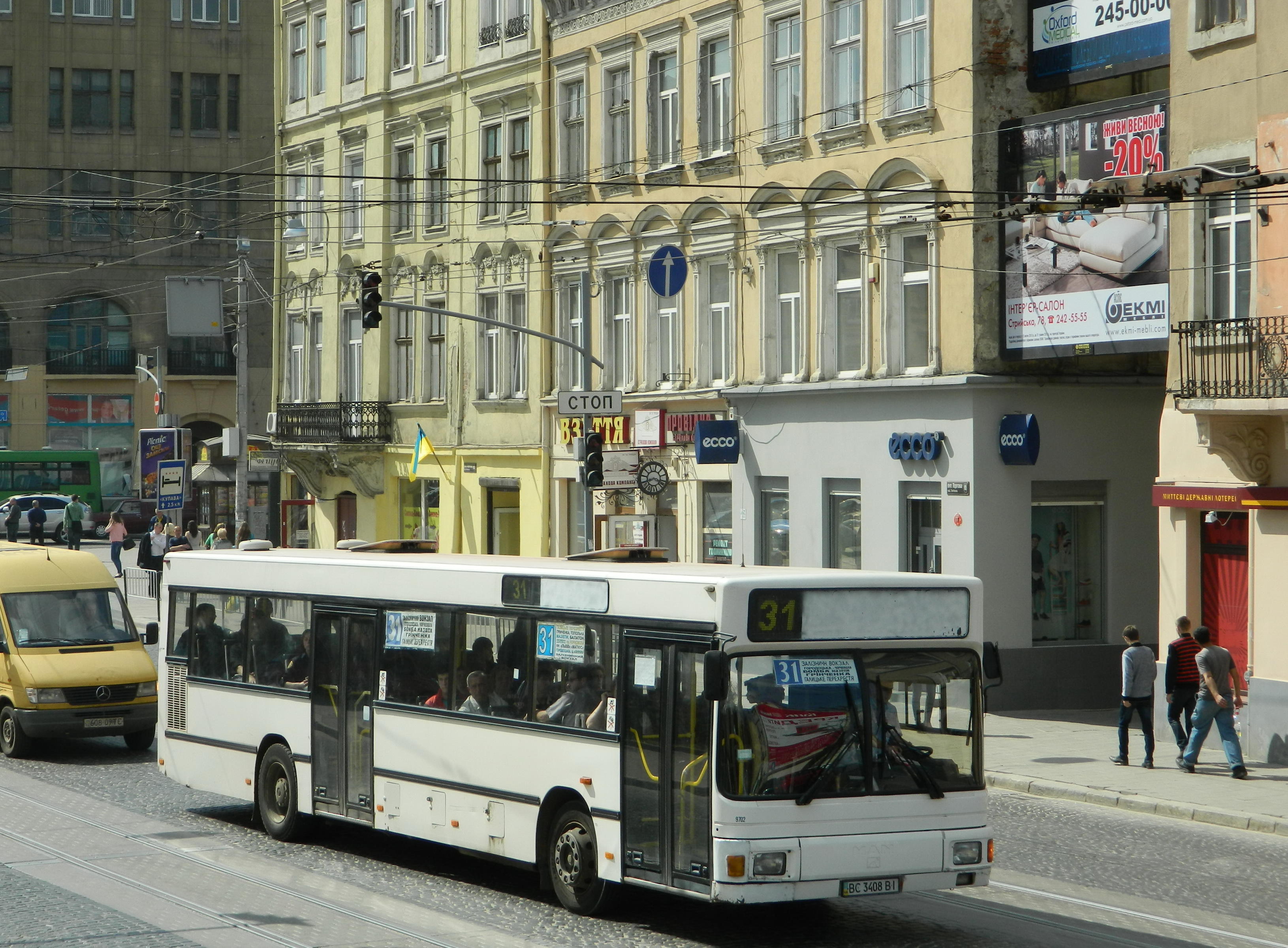
EL 202 obsługujący linię autobusową we Lwowie
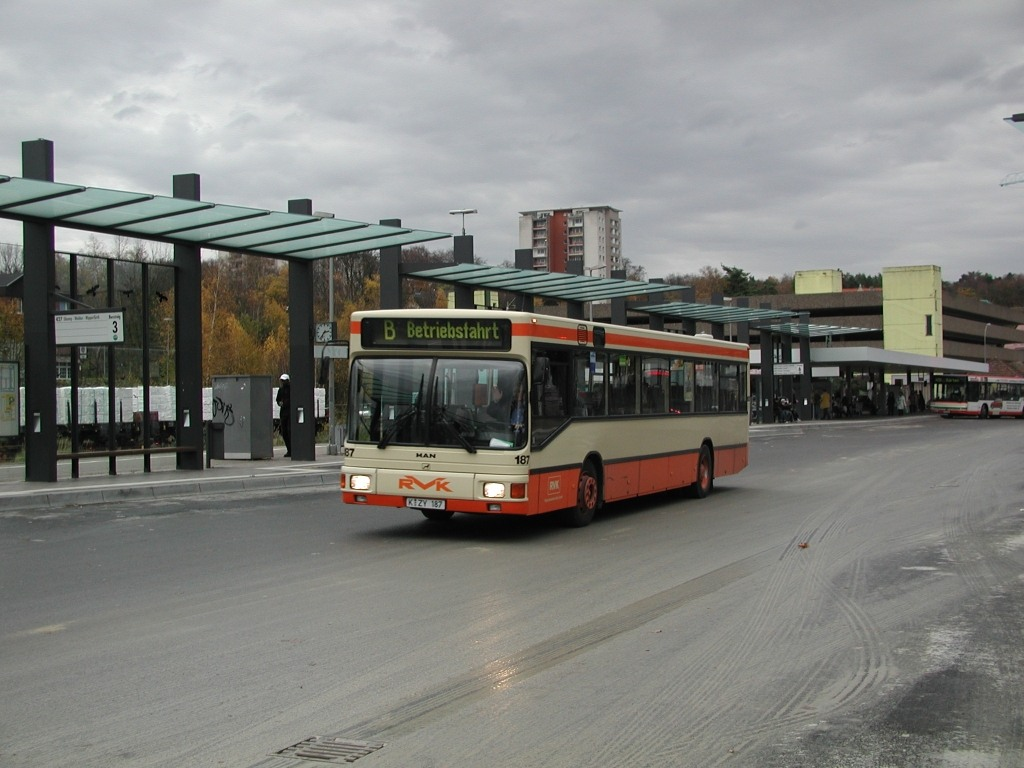
EL202 w Bergisch Gladbach
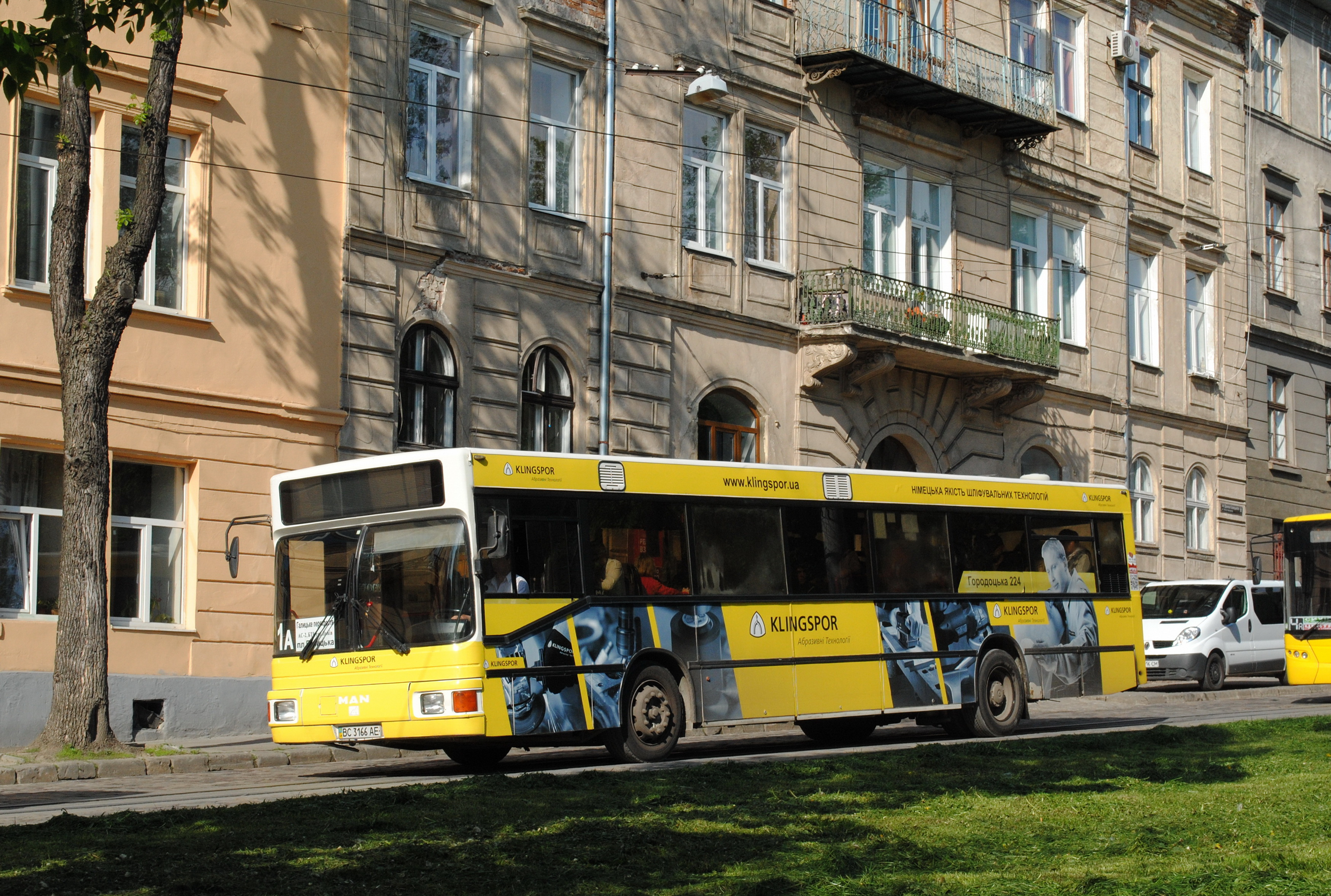
EL 202 na ulicach Lwowa
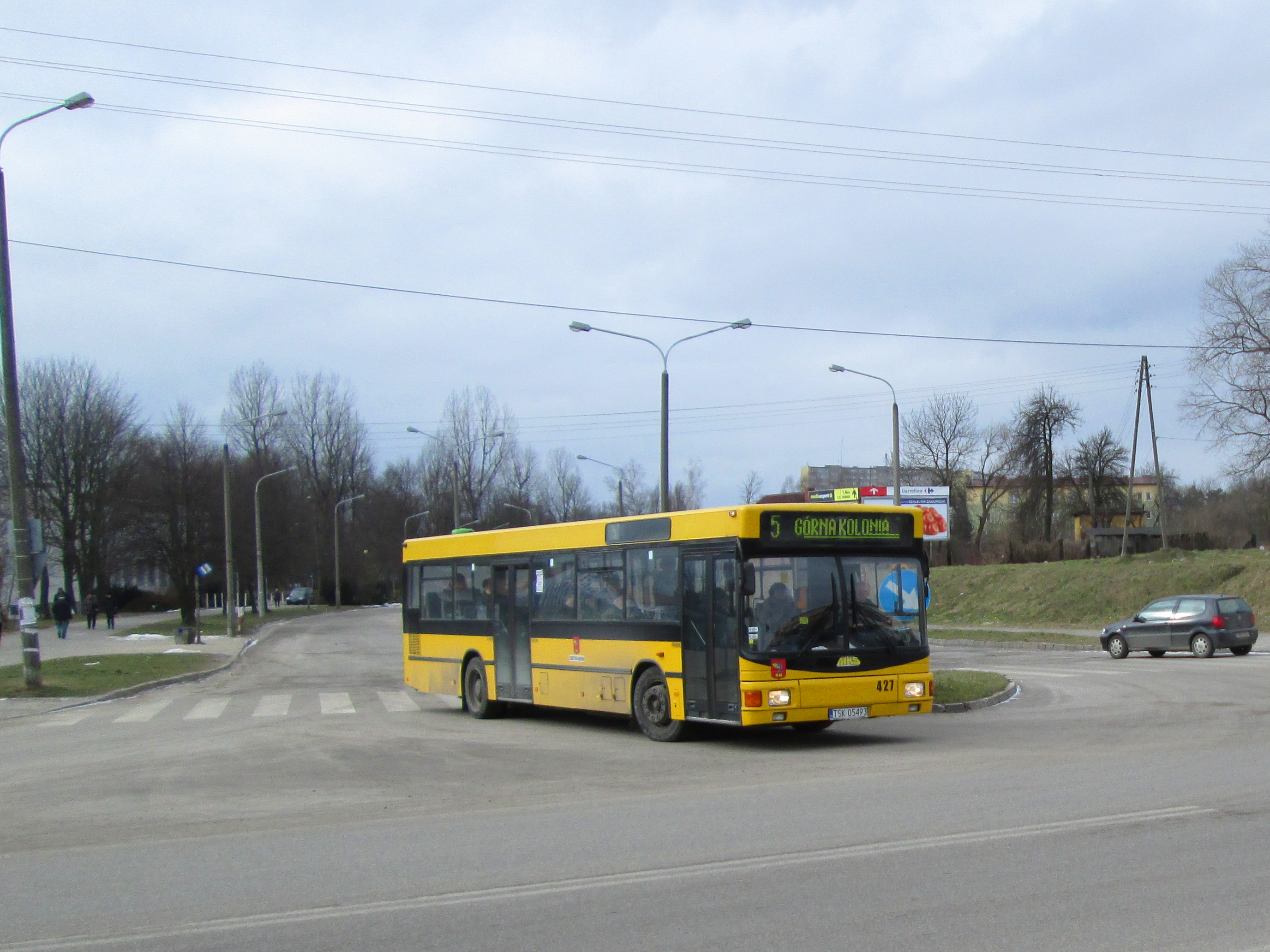
MAN EL 202 należący do MKS Skarżysko-Kamienna